# Fernand Feyaerts
Fernand Feyaerts, né en 1880 à Bruxelles et mort le 11 juillet 1927 dans la même ville, est un nageur et joueur de water-polo belge.

## Biographie
Il est l'un des pionniers de la natation sportive en Belgique au tout début du XXe siècle, à une époque où, dans ce pays, la pratique d'un sport est encore considérée comme quelque chose de singulier et réservée aux excentriques. À sa mort, en 1927, on  écrivait de lui : « Il était un précurseur. À un moment où tout était abnégation, sacrifices, corvées. Et pour quoi ? Aucune acclamation ne récompensait les plus purs exploits; la Presse ne dispensait pas, comme aujourd'hui, la gloire à ceux qui en sont avides. C'était la lutte obscure contre l'indifférence, l'hostilité et la dérision. »
Pratiquer le sport en compétition est alors tout à fait exceptionnel. Dans ces conditions, il est champion de Belgique de  natation de du 100 mètres en 1903, 1904 et 1905 ; du 100 mètres dos et du 500 mètres en 1906 ; du mile et du fond en 1907 et 1908. 
C'est sous son impulsion et celle d'Oscar Grégoire que le water-polo est introduit en Belgique. Dans cette discipline, à Paris aux Jeux olympiques de 1900, il fait partie de l'équipe du Club de Bruxelles qui remporte la médaille d'argent aux premiers Jeux olympiques modernes inscrivant le water-polo au programme.

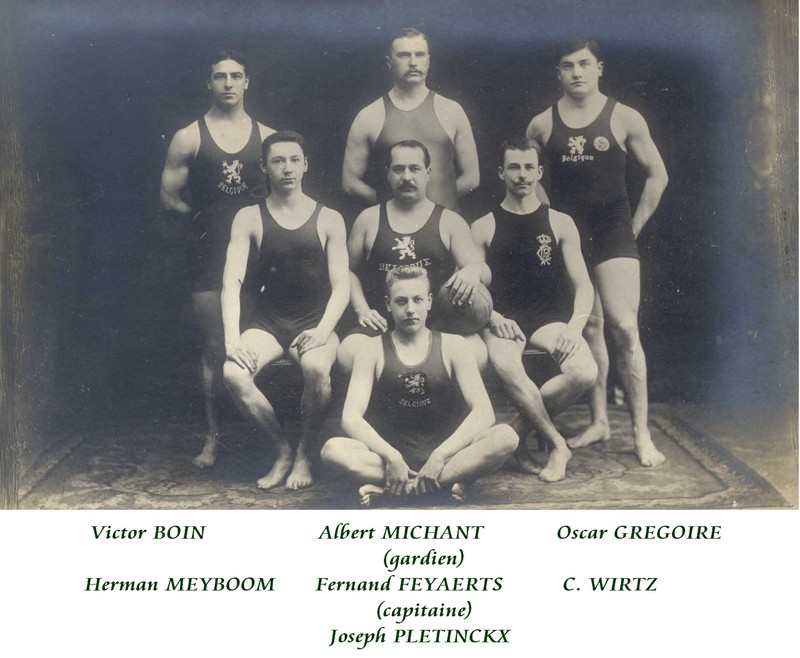
Equipe belge de water-polo en 1908

À Londres, aux Jeux olympiques de 1908, il est capitaine-joueur de l'équipe belge qui remporte également la médaille d'argent. Avec 8 buts inscrits, il est aussi le meilleur buteur de toute la compétition. Il est par contre éliminé en série du 100 mètres nage libre.

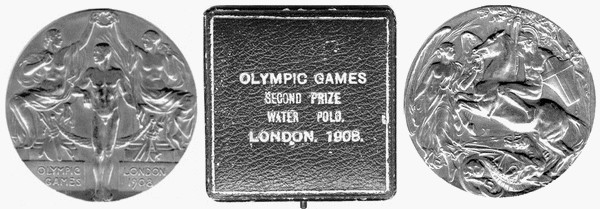
Médaille d'argent remise au capitaine de l'équipe belge de water-polo

Au sujet de la participation de la Belgique aux Jeux olympiques de 1908 qui allaient se dérouler à Londres, le journal Le Soir publie cette anecdote qui, aujourd'hui, laisse rêveur :
« Pas de Belges aux Jeux ?
Le comité belge des Jeux olympiques s'est réuni ce 15 mai, afin d'examiner la participation de nos athlètes aux Jeux olympiques de 1908. La déconvenue fut grande lorsque le président annonça qu'il avait reçu avis officiel que le gouvernement refusait d'accorder le moindre subside au comité belge. Dans ces conditions nos athlètes feront "grève", c'est-à-dire qu'aucun sportsman belge ne participera aux Jeux olympiques cette année, alors que les Belges sont les plus qualifiés pour remporter les championnats du monde pour les rameurs, les nageurs, les escrimeurs et les tireurs au fusil.
Et dire que le crédit sollicité ne s'élève pas à plus de 10 000 francs ! ... »
Finalement, ce sont les athlètes eux-mêmes qui déboursent les frais de leur voyage. Les plus fortunés prenant en charge les moins nantis, ce sont au total 77 athlètes qui peuvent faire le déplacement et remportent 1 médaille d'or, 5 d'argent et 1 de bronze.
Volontaire de guerre dès le début de la Première Guerre mondiale, Fernand Feyaerts est grièvement blessé par un éclat d'obus en 1917. Ce sont des suites de cette blessure qu'il décéda en 1927, à 44 ans.

## Distinction

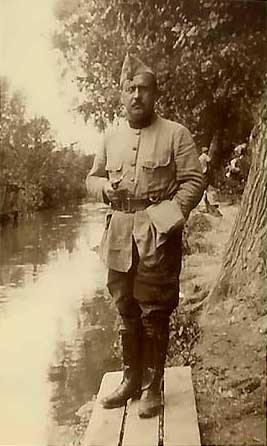
Fernand Feyaerts au front (1916)

- Croix de guerre 1914-1918 (Belgique).